# Tipula percommoda
Tipula percommoda är en tvåvingeart som beskrevs av Alexander 1938. Tipula percommoda ingår i släktet Tipula och familjen storharkrankar. Inga underarter finns listade i Catalogue of Life.